# Lloyd Sam
Lloyd Ekow Sam, född 27 september 1984 i Leeds, är en engelsk-ghanansk professionell fotbollsspelare (mittfältare). 
Han har spelat för flertalet klubbar i England innan han som free agent skrev på för Leeds 2010. Han stannade i Leeds i två år innan han släpptes som free agent i april 2012.
Han har tidigare representerar England på ungdomsnivå.